# Creu de terme de Vilanova de Bellpuig
Creu de terme de Vilanova de Bellpuig, o Creu del Solà, és una creu de terme del municipi de Vilanova de Bellpuig (Pla d'Urgell), situada a uns 100 m de l'inici del camí de Sant Martí. Està inclosa en l'Inventari del Patrimoni Arquitectònic de Catalunya.

## Descripció
Creu de terme plantada damunt de tres bases de pedra; les dues primeres han estat col·locades posteriorment, i la superior és original. El fust de la creu és estilitzat i adquireix la forma octogonal, decorant-se amb estries. La creu, de petites dimensions, descansa damunt un capitell en forma trapezoidal: té quatre braços units, formant una estructura romboide. Al mig del creuer s'hi representa un conjunt d'elements vegetals que semblen voler reproduir el flordelisat.

## Història
Originalment, la creu estava situada al carrer Vell, en direcció a Bellpuig. L'original va ser destruïda i el 1951 es col·locà l'actual al mateix lloc, i l'any 1982 va ser traslladada a l'inici del camí de Sant Martí. En el moment del seu trasllat, la part superior de la creu es va trencar; l'actual reprodueix fidelment l'original. No se sap amb certesa de quina època és aquesta creu de terme, encara que podem suposar que pertany al moment en què Vilanova passa a dependre de la baronia de Bellpuig..